# Prinzhöfte
Prinzhöfte település Németországban, azon belül Alsó-Szászország tartományban. Lakosainak száma 626 fő (2023. december 31.). Prinzhöfte Winkelsett és Wildeshausen községekkel határos.

## Népesség
A település népességének változása:
| Lakosok száma | 683  | 668  | 648  | 635  | 634  | 626  |
|               | 2016 | 2017 | 2019 | 2021 | 2022 | 2023 |